# T4T-отношения

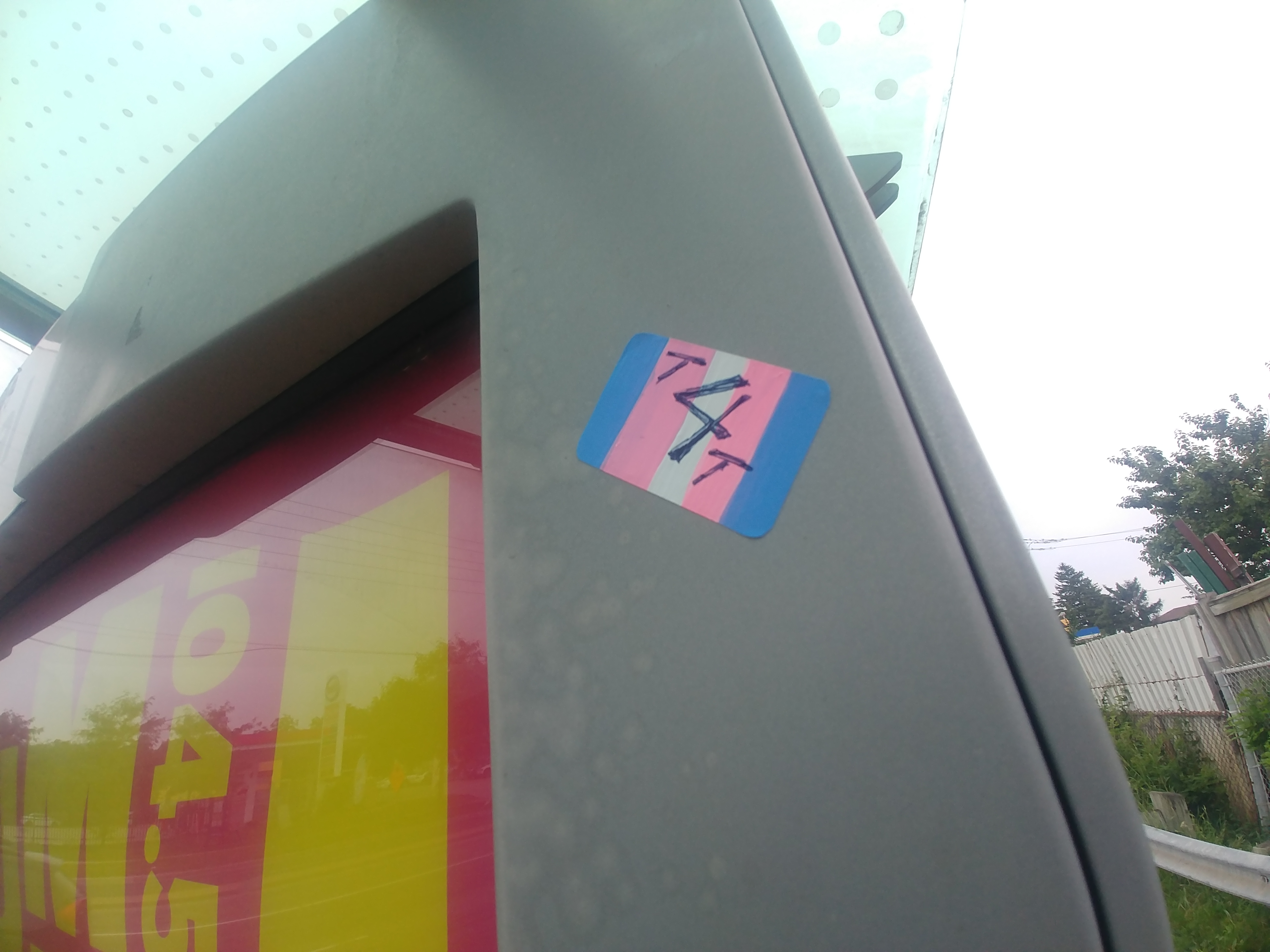
Наклейка T4T в Торонто

T4T-отношения (от англ. trans for trans) — романтические, платонические, сексуальные или творческие связи между трансгендерными людьми. Термин обозначает отношения, в которых оба партнёра идентифицируют себя как трансгендерные, включая бинарные и небинарные идентичности. Концепция T4T возникла как форма взаимной поддержки, аффирмации и сопротивления циснормативным моделям интимности и партнёрства.

### Этимология
Термин T4T является сокращением от английского выражения trans for trans (буквально «транс для транса»). Он возник по аналогии с другими сокращениями, обозначающими предпочтения в партнёрах, такими как M4M (man for man) или F4F (female for female). Впервые он появился в англоязычных онлайн-объявлениях, особенно в разделе знакомств на Craigslist в начале 2000-х годов, где использовался для обозначения предпочтения трансгендерных партнёров.
Термин получил развитие в академической литературе, в частности в журнале Transgender Studies Quarterly (TSQ), где ему был посвящён специальный выпуск «The t4t Issue» (2022). В нём T4T рассматривается как форма транс-солидарности, романтической ориентации, культурной практики и политической стратегии.
В статье Кэмерона Оквард-Рича «Meanwhile, t4t» термин анализируется как культурное явление, формирующее транс-сообщества, но также способное воспроизводить механизмы исключения.
Исследовательница Эми Марвин в работе «Short-Circuited Trans Care, t4t, and Trans Scenes» рассматривает T4T как этическую и культурную модель, применимую в институциональных контекстах, но подверженную риску идеализации.
В научных и активистских текстах термин часто пишется строчными буквами — t4t — как стилистический отказ от капитализации идентичности. Это подчёркивает его происхождение из неформальных онлайн-сообществ и акцент на горизонтальной, неиерархичной транс-солидарности.

### Теоретические подходы
T4T-отношения рассматриваются как форма трансцентричной интимности, в которой партнёры разделяют опыт перехода, социальной стигмы и гендерной аффирмации. Некоторые исследователи интерпретируют T4T как политическую практику, направленную на деколонизацию гендерных норм — то есть отказ от западных бинарных представлений о гендере, навязанных через колониализм и медицину.
На практике это может выражаться в отказе от жёстких гендерных ролей в паре, в использовании гендерно-нейтрального языка, а также в стремлении к равноправному и аффирмативному взаимодействию, свободному от циснормативных ожиданий.

### Эмоциональная близость
Исследования показывают, что трансгендерные люди в T4T-отношениях могут испытывать более высокий уровень удовлетворённости и эмоциональной безопасности по сравнению с транс-цис парами.

### Психическое здоровье
T4T-отношения могут играть защитную роль в контексте психического здоровья трансгендерных людей. Партнёры, обладающие схожим опытом, способны лучше понимать потребности друг друга, что снижает риск изоляции, тревожности и внутренней трансфобии.
В транснациональном контексте T4T-отношения также могут быть связаны с вопросами медицинской миграции, культурной идентичности и доступности аффирмативной среды.

### Культурное значение
T4T-отношения становятся всё более заметными в литературе, кино, визуальном искусстве и цифровых медиа. Они представлены как форма трансцентричной близости, солидарности и самоисследования, противопоставляемая циснормативным моделям романтических и социальных связей.
В контексте квир-теории T4T-динамика может рассматриваться как форма утопического стремления к будущему, свободному от бинарных норм и структур насилия.
Примеры T4T-отношений можно найти в современной культуре: роман Detransition, Baby Торри Питерс описывает сложные отношения между транс-женщиной и транс-мужчиной; Nevada Имоджен Бинни исследует транс-солидарность; а Chef’s Choice Ти Джей Александер — романтическую комедию о T4T-паре.

### Критика и дискуссии
Некоторые критики указывают, что T4T может восприниматься как форма исключения цисгендерных партнёров. Это мнение встречается как среди цис-союзников, которые считают такую модель изолирующей, так и среди транс-людей, которые не хотят ограничивать свой круг общения исключительно транс-сообществом. Также обсуждается, может ли T4T непреднамеренно укреплять идею «чистоты» транс-опыта, исключая сложные пересечения с другими идентичностями.
Эти дискуссии отражают сложность позиционирования T4T как одновременно инклюзивной и автономной модели отношений, стремящейся к созданию безопасного пространства, но при этом сталкивающейся с вопросами границ, доступности и солидарности.